# Томчак, Юрий Иосифович
Томчак Юрий Иосифович (род. 15 декабря 1961, Петропавловск-Камчатский) — советский и российский деятель органов внутренних дел, генерал-лейтенант полиции. Начальник УВД (с 2011 года — УМВД) Омской области в 2010–2016 годах. С 2021 года — исполняющий обязанности главы администрации города Майкоп.

## Биография
Юрий Иосифович Томчак родился 15 декабря 1961 года в городе Петропавловск-Камчатский, РСФСР, СССР.
Службу в органах внутренних дел начал в 1982 году. В 1987 году окончил Волгоградскую школу милиции МВД СССР, а в 2000 — Академию управления МВД России.
С 1996 по 2001 год руководил УВД города Майкопа, затем до 2003 года — ОВД Майкопского района. В 2003—2006 годах — заместитель министра внутренних дел Республики Адыгея. С 2006 по 2010 годы возглавлял МВД Кабардино‑Балкарской Республики. С 15 ноября 2010 года — начальник Управления МВД России по Омской области.
Указом Президента РФ от 4 апреля 2011 назначен начальником УМВД России по Омской области. Имеет специальное звание генерал‑лейтенант полиции. Известен реформами кадровой политики, созданием общественных советов при УМВД и повышенной прозрачностью ведомства.
2 июня 2016 года был освобождён от должности указом Президента РФ.
В марте 2018 года назначен заместителем главы администрации муниципального образования «Город Майкоп». Курировал взаимодействие с политическими партиями, общественными объединениями, ГО и ЧС, а также управление специальными программами и Единой дежурно‑диспетчерской службой.
С декабря 2021 года исполняет обязанности главы администрации города Майкопа — после задержания и отставки предыдущего мэра.

## Скандалы и резонансные ситуации
В период руководства Томчака в Омске произошёл ряд инцидентов, связанных с его окружением:
Уволенные за проступки и возбуждённые уголовные дела против подчинённых, в том числе дело о взятке против полковника Сергея Клевакина. В июле 2015 года его задержали за получение 4 млн ₽ в результате схемы с приобретением служебного жилья, но в марте 2016 году суд оправдал его, однако спустя три месяца по решению прокуратуры оправдательный приговор был отменен. а затем областной суд уменьшил срок до 2,5 лет по статье о превышении полномочий. 
СМИ сообщали о жалобах предпринимателей на коррупцию и рейдерство среди сотрудников УМВД, однако прямых обвинений против самого Томчака не было.
Несмотря на это, по отзывам предпринимателей и коллег, его репутация остаётся сдержанно‑положительной: он не вступал в серьёзные конфликты с бизнесом и региональными элитами, при этом способствовал провозглашённой реформе ведомства и повышению уровня прозрачности..